# Анго Сакагучи
Хейго Сакагучи (на японски: 坂口 炳五 Sakaguchi Heigo) е японски литературен критик и писател на произведения в жанра драма, исторически роман и криминален роман. Пише под псевдонима Анго Сакагучи (на японски: 坂口 安吾 Sakaguchi Ango).

## Биография и творчество
Хейго Сакагучи е роден на 20 октомври 1906 г. в Ниигата, Япония, в многодетното семейство на японски политик, поет и президент на вестник „Нийгата Шимбун“. Той е 12-ото от 13-те деца. В гимназията активно се занимава със спорт и често кръшка от уроците. На 17 години се премества в Токио. Баща му умира от рак на мозъка през следващата година, оставяйки семейството си с голям дълг.
На 20 години, за да се издържа, преподава в продължение на една година като заместващ учител в средно училище. След това отива в Университета Тойо, където изучава западни езици и индийска философия. Едновременно се запалва по будизма и пише хайку. След дипломирането си през 1930 г. посещава курс за напреднали в Атина Франсе и изучава сериозно френската литература на 20 век.
През 1931 г. започва да пише разкази, които публикува в основано с приятели литературно списание. Дебютира с разказите „Kogarashi no sakagura kara“ (От винарната, където духа леден вятър), „Kurotani mura“ (Село Куротани) и „Kaze hakase“ (Д-р Вятър).
Писателската му кариера започва с приблизително по същото време с милитаризацията на Япония, разширяването в Манджурия и Тихоокеанската война, поради което трудно успява да се реализира.
Успехът му идва с „日本文化私観, Nihonbunkashikan“ (Личен възглед на японската култура) през 1942 г. и отново с „堕落論, Daraku-ron“ (Теория на упадъка) през 1946 г.
През 1947 г. пише ироничния криминален роман „不連続殺人事件, Furenzoku satsujin jiken“ (Прекъсната серия убийства), за който през 1948 г. получава наградата на Японската асоциация на писателите на криминални романи.
Героите в книгите му са антигерои, маргинални и често отчаяни, които се опитват да оцелеят, запазвайки индивидуалността на съдбата си, въплъщавайки усещането за непоправима самота на битието. Успоредно с презрението му към всички нрави и институции, визията му за японското общество е много критична. Критиката го причислява към декадентското течение в японската литература „Buraiha“.
През 1953 г. се жени за Мичийо Каджи, с която имат един син. Мичийо Каджи е авторка на мемоари за съпруга си.
Хейго Сакагучи умира от инсулт на 17 февруари 1955 г. в Кирю, Гунма.
От 2006 г., в негова памет, град Ниигата учредява и присъжда наградата „Анго“ (安吾賞, Angoshō).

## Произведения
частична библиография
- 風博士, Kaze hakase (1931)
- 黒谷村, Kurotani mura (1935)
- 吹雪物語, Fubuki monogatari (1938)
- 日本文化私観, Nihonbunkashikan (1942)
- 真珠, Shinju (1942)
- 白痴, Hakuchi (1946)
- 堕落論, Daraku-ron (1946)
- 外套と青空, Gaitō to aozora (1947)
- 桜の森の満開の下, Sakura no mori no mankai no shita (1947)
- 不連続殺人事件, Furenzoku satsujin jiken（1947)
- 二流の人, Niryū no hito（1948）
- 夜長姫と耳男, Yonagahimetomimio (1952)

издадено на български
- ”Побърканата“ в „Японски разкази“, изд.: „Народна култура“, София (1973), прев. Людмила Харманджиева

### Екранизации
- 1958 Makeraremasen katsumadewa
- 1975 Под свода на цъфтящите вишни, Sakura no mori no mankai no shita
- 1977 Furenzoku satsujin jiken
- 1998 Kanzô sensei – по романа „Doctor Liver“
- 1999 Hakuchi
- 2009 Aoi Bungaku Series – ТВ сериал, 1 епизод
- 2011 Un-Go Episode:0 Ingaron
- 2011 Un-Go – ТВ сериал, 1 епизод
- 2012 Bungô: Sasayaka na yokubô
- 2013 Sensô to hitori no onna